# 幸福實現黨
幸福實現黨（日語：幸福実現党）是日本的极右翼政治團體， 是具爭議的新興宗教組織幸福科學創始人大川隆法，於2009年5月所創立的，同時該黨也時幸福科學的分支。幸福實現黨指它的宗旨是“為日本人民提供第三種選擇”，同時呼籲修改憲法並引入總統制。

## 历史

### 宣佈組黨

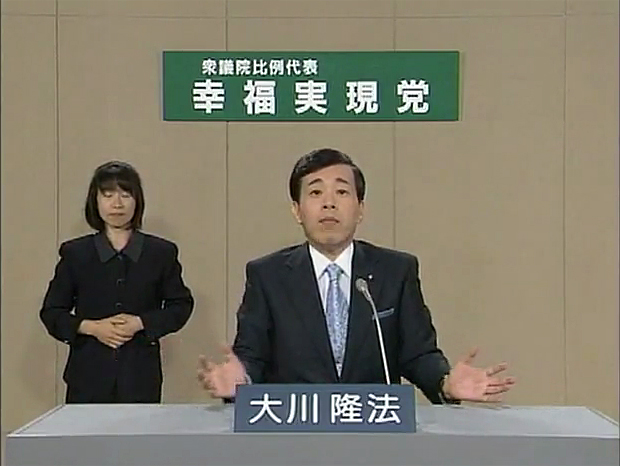
第45屆日本眾議院議員總選舉，大川隆法主講的幸福實現黨電視政見發表會

在宣佈組黨的記者會上，幸福實現黨同時宣佈參選2009年第45屆日本眾議院議員總選舉，由饗庭直道出任黨首，漫畫家佐藤文也在福岡縣第8區參選，前The Blue Hearts成員河口純之助在東京都比例區參選。
2009年5月31日，幸福實現黨創辦人大川隆法相隔十八年在大阪市公開演說，表示組黨原因是「雖然支持安倍晋三與麻生太郎，但還是沒用」。在該黨成立大會後隨即表明要在全國全部選區與比例區派代表參選，目標成為眾議院第一大黨。關於對北朝鮮的政策，幸福實現黨宣稱曾經與「金正日的守護靈」對話，守護靈宣稱「要以核武之力三年內統一韓國，瞄準日本的飛彈是為了嚇怕日本、削弱美國氣力的掩護作戰」，因而要提防北朝鮮。至於被指責政教合一，該黨反駁「政治不能夠脫離宗教獨立存在」。
2009年6月4日，大川隆法的妻子大川恭子繼任幸福實現黨黨首。而大川隆法在7月22日出任幸福實現黨總裁。大川恭子在7月29日卸任黨首，大川隆法成為幸福實現黨的單一領導人。

### 選舉历史
2009年東京都議會議員選舉，幸福實現黨派出十人參選，全部落選。
幸福實現黨在2009年第45屆日本眾議院議員總選舉派出337名候選人，但因為法律上不符合政黨的規定（已得國會議席五席或得票率百分之二以上），故只能稱為政治團體；傳媒歸類為「其他派」，不講其黨名。因此「其他派」的候選人都比自由民主黨、民主黨等黨的候選人受到不公平待遇，NHK一類舉辦的候選論壇都不邀請出席。
大川隆法本人參與東京比例區的第一名，大川今日子出戰東北比例區。2009年8月13日，傳媒報導，幸福實現黨為了不分裂保守系統的選票，希望全面退出選舉(8月18日為選舉公告及報名日)。2009年8月16日，幸福實現黨宣佈不會退出選舉，大川隆法則轉戰近畿比例區第一名。
選舉結果，337名候選人皆落選；而且因為得票率不足，選舉保證金均不能返還，合共11億5800萬圓。
由於眾議院選舉全敗，幸福實現黨於2009年9月2日任命本地川瑞祥出任黨首。2009年9月12日，黨總裁大川隆法與黨首本地川瑞祥離任，由木村智重出任黨首。
从2013年7月开始，釋量子就任党的领导职务。

## 政治立場
幸福實現黨織自稱為“保守派”，在政治光譜上通常被外界認為是極右翼。該黨鼓吹日本發展核威懾能力，否認南京大屠殺的發生，並呼籲將中國從聯合國安理會開除。該黨與美國右翼建立了聯繫，參加了2012年的保守黨政治行動會議，並帶來了支持低稅收的東京茶黨成員。
根據幸福實現黨的黨綱，該組織的目標及政策是︰
- 修改日本憲法的和平主義第9條，以擴充日本的軍事實力，对中国以及北朝鲜采取强硬态度，甚至采取先发制人的军事行动。
- 讓日本母親更容易養育孩子並接受外國人作為勞動力，使日本人口增加一倍以上達到3億。
- 废除遗产税、赠与税以及证券税，增加对新兴产业以及公共事业的投资。
- 改正日本教育中的所謂自虐史观，尝试使公立学校民营化。

## 评价
幸福实现党本身依靠幸福科學组织建立，第一任党总裁大川隆法自称能与灵界相通，在党的宣言里宣称党的部分政策是大川隆法从诸葛亮的灵魂那里得到的。政治思想让很多左翼人士不满。 据《日本时报》报道称，对大多数人来说幸福实现党如同一种邪教，该党发布宣传视频称朝鲜和中国正在密谋入侵和殖民日本。

## 外部連結
- 幸福實現黨官方網頁（页面存档备份，存于）
- 幸福實現黨的Facebook專頁
- 幸福實現黨的X（前Twitter）